# Peukan Baro (plaats)
Peukan Baro is een bestuurslaag in het regentschap Pidie van de provincie Atjeh, Indonesië. Peukan Baro telt 671 inwoners (volkstelling 2010).